# Enrico Emanuelli
Enrico Emanuelli (né en 1909 à Novare, Piémont, Italie -  mort à Milan en 1967) fut cofondateur avec Mario Soldati de la revue Memolo en 1928. Écrivain et journaliste, ses courts romans et nouvelles accordent une place importante à l'introspection.

## Œuvres
- Storie crudeli (1943)
- Una educazione sbagliata (1941)
- La congiura dei sentimenti (1943)
- Il pianeta Russia (1952), reportage
- Un viaggio sopra la terra (1953), reportage
- La Cina è vicina (1957), reportage
- Giornale indiano (1957), reportage
- Uno di New York (1959)
- Una lettera dal deserto (1960)
- Settimana nera (1961)
- Curriculum mortis (1968), posthume

### Œuvres traduites en français
- La Conjuration des sentiments (La congiura dei sentimenti, 1943), roman traduit par Louis Bonalumi. La Table ronde, 1951, 256 p., épuisé.
- La Bouche amère (Uno di New York, 1959), roman traduit par Maddy Buysse. La Table ronde, 1964, 272 p., épuisé.
- Secrète Violence (Settimana nera, 1960), roman traduit par Henriette Valot. La Table ronde, 1963, 208 p., épuisé.

## Prix et récompenses
- Prix Bagutta
- Prix Charles Veillon